# Schottische Fußballnationalmannschaft (U-17-Juniorinnen)
Die schottische U-17-Fußballnationalmannschaft der Frauen repräsentiert Schottland im internationalen Frauenfußball. Die Nationalmannschaft untersteht der Scottish Football Association und wird seit Oktober 2017 von der früheren schottischen Nationalmannschaftskapitänin Pauline MacDonald trainiert.
Die Mannschaft wurde 2007 gegründet und tritt seither bei der U-17-Europameisterschaft und (theoretisch) auch bei der U-17-Weltmeisterschaft für Schottland an. Bislang ist es dem Team jedoch nie gelungen, sich für eine WM-Endrunde zu qualifizieren. Im Jahr 2014 qualifizierte sich die schottische U-17-Auswahl zum ersten und bisher einzigen Mal für eine Europameisterschaft, schied jedoch nach einem Remis und zwei Niederlagen bereits nach der Vorrunde aus.

## Turnierbilanz

### Weltmeisterschaft
| Jahr   | Gastgeber           | Platzierung        |
| ------ | ------------------- | ------------------ |
| 2008   | Neuseeland          | nicht qualifiziert |
| 2010   | Trinidad und Tobago | nicht qualifiziert |
| 2012   | Aserbaidschan       | nicht qualifiziert |
| 2014   | Costa Rica          | nicht qualifiziert |
| 2016   | Jordanien           | nicht qualifiziert |
| 2018   | Uruguay             | nicht qualifiziert |
| 2021 1 | Indien 1            | – 1                |
| 2022   | Indien              | nicht qualifiziert |

### Europameisterschaft
| Jahr   | Gastgeber               | Platzierung                                  |
| ------ | ----------------------- | -------------------------------------------- |
| 2008   | Schweiz                 | 2. Qualifikationsrunde                       |
| 2009   | Schweiz                 | 1. Qualifikationsrunde                       |
| 2010   | Schweiz                 | 1. Qualifikationsrunde                       |
| 2011   | Schweiz                 | 2. Qualifikationsrunde                       |
| 2012   | Schweiz                 | 1. Qualifikationsrunde                       |
| 2013   | Schweiz                 | 1. Qualifikationsrunde                       |
| 2014   | England                 | Gruppenphase                                 |
| 2015   | Island                  | 2. Qualifikationsrunde                       |
| 2016   | Belarus                 | 2. Qualifikationsrunde                       |
| 2017   | Tschechien              | 2. Qualifikationsrunde                       |
| 2018   | Litauen                 | 2. Qualifikationsrunde                       |
| 2019   | Bulgarien               | 2. Qualifikationsrunde                       |
| 2020 2 | Schweden 2              | – 2                                          |
| 2021 2 | Färöer 2                | – 2                                          |
| 2022   | Bosnien und Herzegowina | zurückgezogen 3                              |
| 2023   | Estland                 | Liga A (nicht qualifiziert für die Endrunde) |